# Barichneumon nubilis
Barichneumon nubilis là một loài tò vò trong họ Ichneumonidae.